# 16594 Sorachi
16594 Sorachi (1992 UL4) là một tiểu hành tinh vành đai chính được phát hiện ngày 16 tháng 10 năm 1992 bởi K. Endate và K. Watanabe ở Kitami.